# Fábio Magalhães
Fábio Ramos Magalhães (* 12. März 1988 in Lissabon) ist ein portugiesischer Handballspieler.

## Karriere

### Verein
Fábio Magalhães lernte das Handballspielen beim Académico Basket Clube. Mit dem Team aus Braga debütierte der 1,94 m große linke Rückraumspieler in der Saison 2005/06 in der ersten portugiesischen Liga, der Andebol 1. 2006 und 2007 wurde er portugiesischer Meister sowie 2008 und 2009 portugiesischer Pokalsieger. 2009 wechselte er in seine Geburtsstadt zu Sporting Lissabon. Mit Sporting gewann er 2010 den EHF Challenge Cup sowie 2012, 2013 und 2014 erneut den Pokal. In der Saison 2016/17 lief er für Madeira Andebol SAD auf. Anschließend ging er für ein Jahr zum französischen Zweitligisten C’ Chartres Métropole Handball, mit dem er als Tabellenzweiter in der folgenden Relegationsrunde den Aufstieg verpasste. Ab 2018 stand Magalhães beim portugiesischen Rekordmeister FC Porto unter Vertrag. Mit Porto gewann er 2019, 2021, 2022 und 2023 die Meisterschaft, 2019 und 2021 den Pokal sowie 2019 und 2021 den Supercup. Im EHF-Pokal 2018/19 erreichte er mit der Mannschaft das Final Four, in dem Porto den dritten Platz belegte. Zudem nahm er mehrfach an der EHF Champions League teil. Im Sommer 2025 kehrte er zum ABC Braga zurück.

### Nationalmannschaft
Mit der portugiesischen Nationalmannschaft nahm Magalhães an den Europameisterschaften 2020 (6. Platz) und 2022 (19. Platz) sowie der Weltmeisterschaft 2021 (10. Platz) teil. Bei den Olympischen Spielen 2021 in Tokio kam er mit Portugal auf den 9. Platz.  Bei der Weltmeisterschaft 2025 warf er zehn Tore in neun Spielen und erreichte mit dem vierten Platz die beste Platzierung der portugiesischen Mannschaft bei einer WM. Bisher bestritt er mindestens 194 Länderspiele, in denen er 363 Tore erzielte.

### Erfolge
mit ABC Braga
- 2× Portugiesischer Meister: 2006, 2007
- 2× Portugiesischer Pokalsieger: 2008, 2009

mit Sporting Lissabon
- 3× Portugiesischer Pokalsieger: 2012, 2013, 2014
- 1× Portugiesischer Supercupsieger: 2013
- 1× EHF Challenge Cup: 2010

mit FC Porto
- 4× Portugiesischer Meister: 2019, 2021, 2022, 2023
- 2× Portugiesischer Pokalsieger: 2019, 2021
- 2× Portugiesischer Supercupsieger: 2019, 2021